# Reiner Zitta
Reiner Zitta (* 1944 in Buchelsdorf bei Freiwaldau) ist ein deutscher Zeichner, Bildhauer und Aktionskünstler.

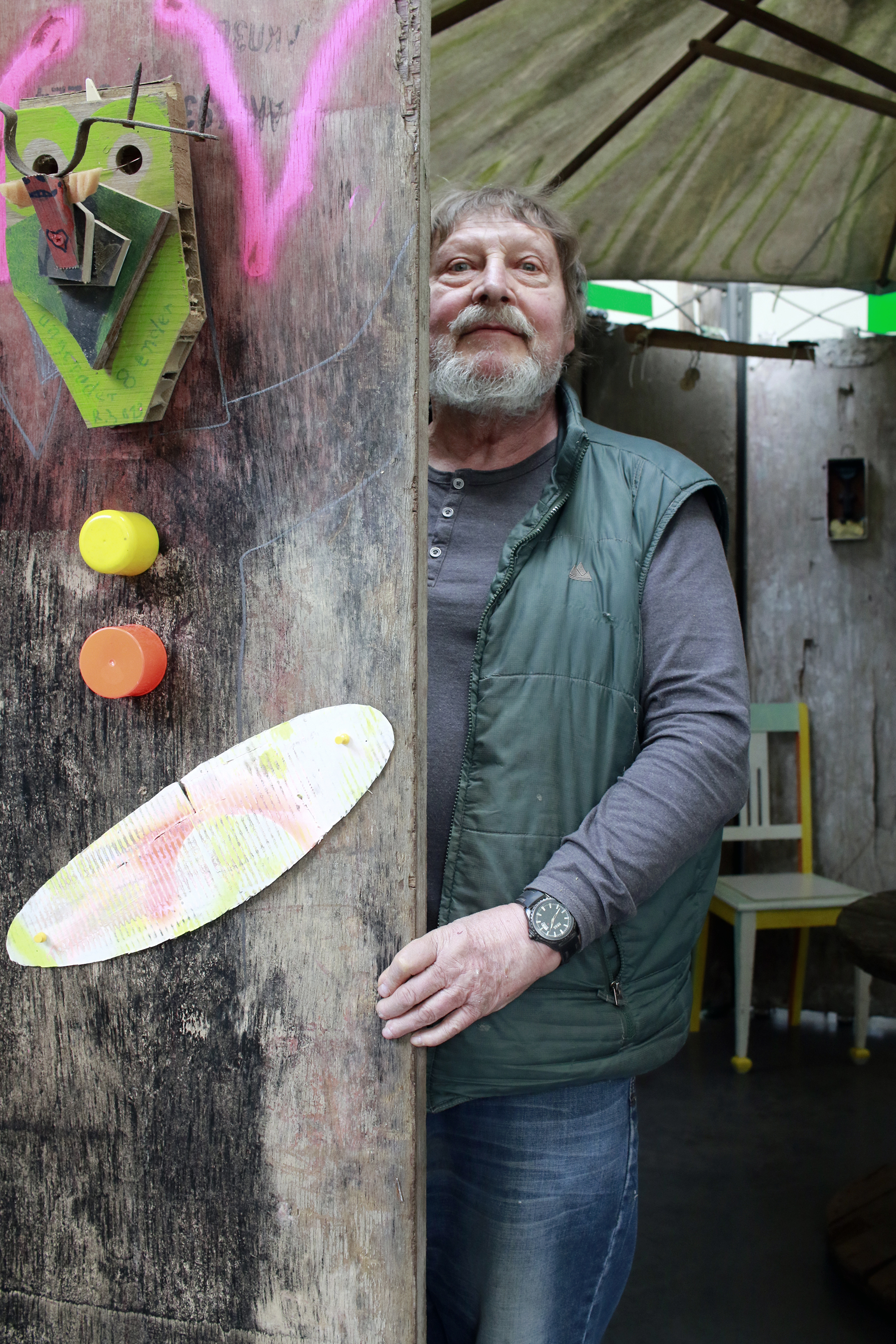
Reiner Zitta

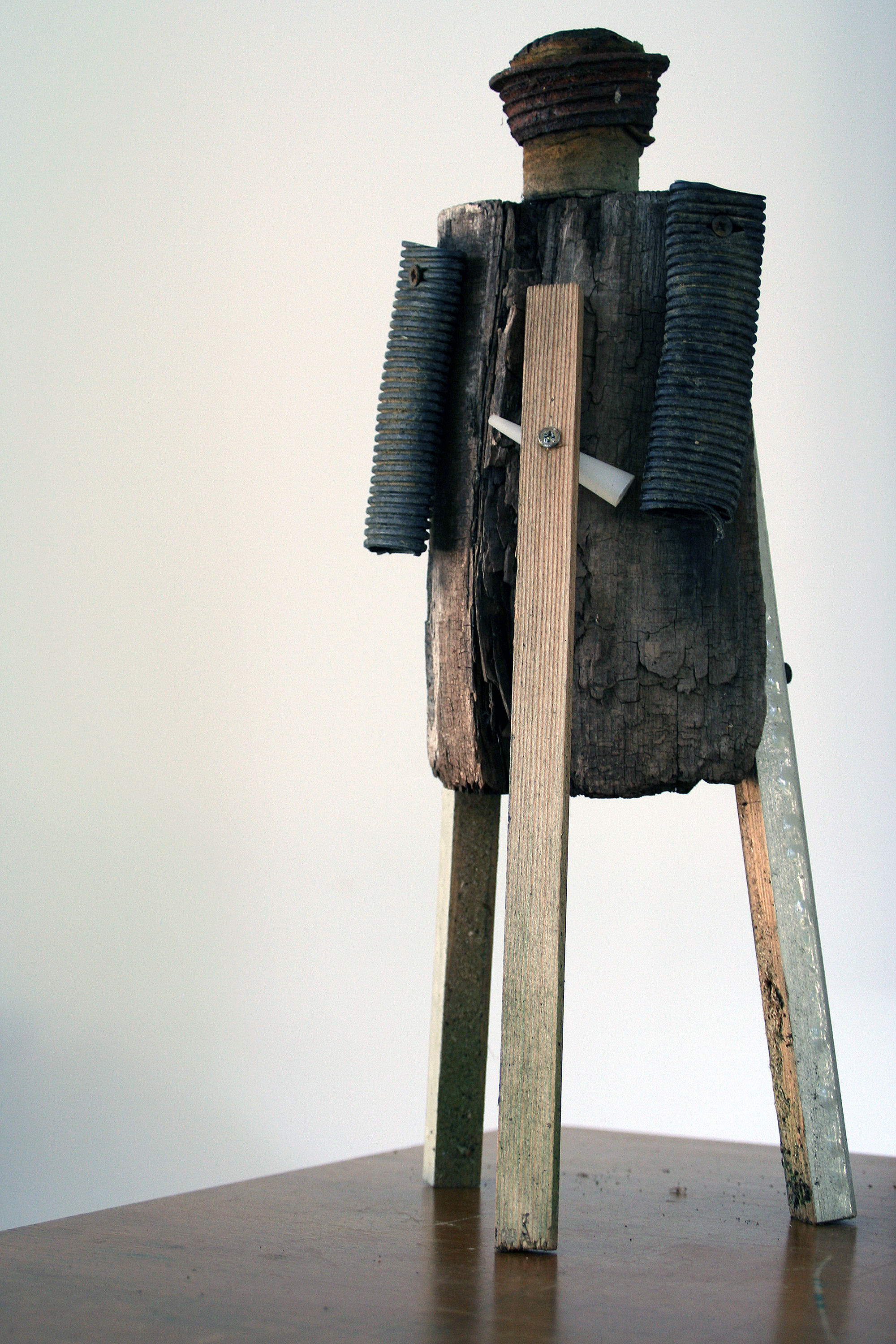
Reiner Zitta

## Leben
Im Sudetenland geboren, in Hof aufgewachsen, erlebte Reiner Zitta eine wechselvolle Jugend. Nach Abschluss der Ausbildung zum technischen Zeichner bei der Firma Faun GmbH bewarb sich Zitta 1962 mit Erfolg an der Akademie der bildenden Künste Nürnberg. Bis 1968 studierte er bei Gerhard Wendland. Mit Künstlerfreunden erlebte er die Aufbruchsstimmung an der Düsseldorfer Akademie unter Joseph Beuys und das LIDL-Projekt von Jörg Immendorff. Von 1975 bis 1977 betrieb er die Nürnberger Gaststätte „Gregor Samsa“, die er mit Freunden zu einer Keimzelle der Nürnberger Kunstszene der 1980er und 1990er Jahre aufbaute. Seit 1978 lebt und arbeitet er in der Alten Mühle in Pühlheim bei Altdorf.

## Werk
Zittas Œuvre reicht von filigranen Zeichnungen über monumentale Skulpturen bis hin zu Theaterinszenierungen. Seine Motive speisen sich aus einem literarischen und mythologischen Fundus. Zitta bezeichnet den einstigen Studienkollegen Blalla W. Hallmann als eine künstlerische Identifikationsfigur. Mit seinen Arbeiten gelinge es, den Bezug zur Realität aufrechtzuerhalten. Für den von ihm geprägten Künstlertypus erfand Zitta die Bezeichnung „Umkreisgestalter“.

## Ausstellungen seit 2000, Auswahl
- 2001 Bilder und Installationen, Kunstmuseum Hersbruck
- 2002 Reitstadel/Kunstverein, Neumarkt
- 2003 Dreizehn Feen und andere Dinge, Rathaus/Ehrenhalle, Nürnberg
- 2004 Hesperidengarten, Regensburg/Wenzenbach
- 2007 Wertpapiere und andere Obsessionen, Dizzys Galerie, Nürnberg, Galerie Löwe, Kallmünz
- 2009 Was die Raben uns sagen, Kulturverein Winterstein, Nürnberg
- 2012 Alles Gute zum Geburtstag, Crêperie Yechet Mad, Nürnberg
- 2012 Hinter mein Häusla ..., Blindeninstitut, Rückersdorf
- 2013 Skulpturenlese, Kalchreuth
- 2013 seidenpudelspitz, Bayreuth
- 2014 Kunstvilla Nürnberg
- 2016 Deutsches Hirtenmuseum Hersbruck